# 산타후아나
산타후아나(스페인어: Santa Juana)는 칠레 비오비오주 콘셉시온 현의 코무나이다.